# 大連国際貿易中心

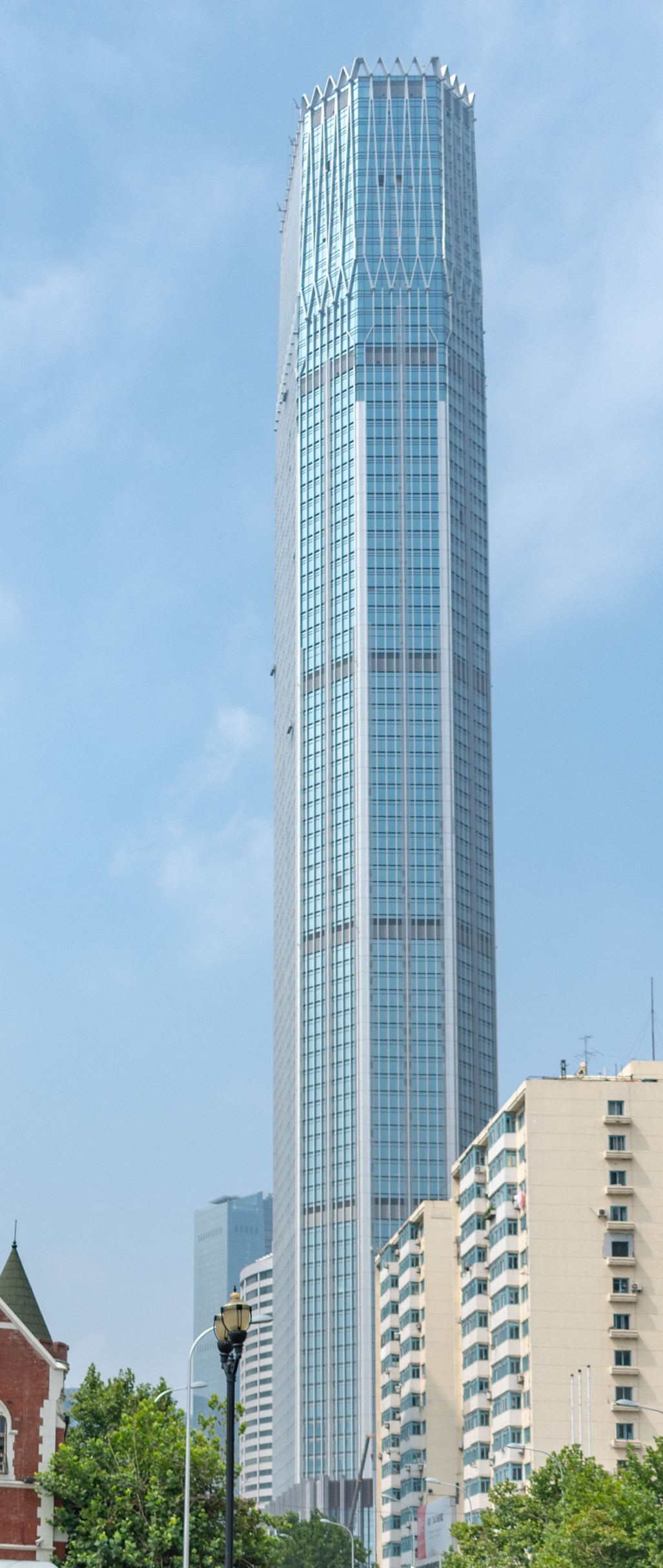
大連国際貿易中心

大連国際貿易中心（中国語:大連國際貿易中心、大连国贸中心）は、中華人民共和国遼寧省大連市にある超高層ビルである。

## 概要
大連市建築設計研究所有限公司によって設計された。
建設は2003年に開始され、2019年に竣工した。建物高さ370メートル (1,210フィート)、地上86階、地下7階となり、大連市内で大連中心・裕景に次ぐ高さの建築物である。完成当時の2019年には中華人民共和国内で20番目に高い建築物であった（2023年現在は35位）。